# Alveopora viridis
Alveopora viridis är en korallart som först beskrevs av Jean René Constant Quoy och Joseph Paul Gaimard 1833.  Alveopora viridis ingår i släktet Alveopora och familjen Poritidae. IUCN kategoriserar arten globalt som nära hotad. Inga underarter finns listade i Catalogue of Life.